# Bản án từ địa ngục
Bản án từ địa ngục (tiếng Hàn: 지옥; Hanja: 地獄; Romaja: Jiok, tiếng Anh: Hellbound) là một loạt phim truyền hình trực tuyến thuộc thể loại kỳ ảo đen tối hiện đại của Hàn Quốc do Yeon Sang-ho làm đạo diễn, dựa trên webtoon cùng tên của chính ông. Phim là loạt phim gốc của Netflix, kể câu chuyện về những sinh vật siêu nhiên xuất hiện đột ngột để đày ải con người xuống địa ngục. Bộ phim có sự tham gia diễn xuất của Yoo Ah-in, Kim Huyn-joo, Park Jeong-min, Won Jin-ah và Yang Ik-june.
Ngày 9 tháng 9 năm 2021, 3 tập đầu của phim đã được chiếu thử nghiệm tại Liên hoan phim Quốc tế Toronto 2021 trong hạng mục chiếu 'Primetime'. Bộ phim chính thức được phát hành trên Netflix vào ngày 19 tháng 11 năm 2021, trở thành loạt phim truyền hình được xem nhiều nhất trên Netflix ngay trong ngày hôm sau, qua đó là bộ phim truyền hình Hàn Quốc đạt cột mốc này nhanh nhất tính từ khi phát hành, vượt qua Trò chơi con mực phát hành trước đó 2 tháng.

## Chủ đề
Bản án từ địa ngục lấy bối cảnh thời hiện đại khi nhiều người trên khắp thế giới nhận được cáo thị về cái chết định sẵn từ một thực thể siêu nhiên. Những con người xấu số này, vào đúng thời gian được tiên báo trước, sẽ bị ba quái vật hành hạ và thiêu sống.
Bộ phim gồm 6 tập phim, ba tập phim đầu (1-3) xoay quanh thanh tra Jin Kyeong-hoon (Yang Ik-june), cậu thanh niên Jeong Jin-soo (Yoo Ah-in), chủ tịch Hội Chân lý mới. Ba tập phim tiếp theo (4-6) lấy bối cảnh 5 năm sau những sự kiện trong ba tập phim đầu, tập trung vào nhân vật Bae Young-jae (Park Jeong-min), một nhà sản xuất truyền hình và vợ của anh ta (Won Jin-ah) phải đấu tranh với sự thật rằng đứa con mới chào đời của mình đã nhận được cáo thị.. Luật sư Min Hye-jin (Kim Huyn-joo) là nhân vật xuyên suốt 6 tập phim.

## Diễn viên

### Diễn viên chính
- Yoo Ah-in trong vai Jeong Jin-soo, giáo chủ, người đứng đầu tổ chức tôn giáo mới nổi 'Hội Chân lý mới'[11]
  - Park Sang-hoon trong vai Jeong Jin-soo thời thiếu niên[12]
- Kim Hyun-joo trong vai Min Hye-jin, một luật sư[13]
- Park Jeong-min trong Bae Young-jae, một nhà sản xuất truyền hình[14]
- Won Jin-ah trong vai Song So-hyun, vợ của Bae Young-jae[15]
- Yang Ik-june trong vai Jin Kyeong-hoon, thanh tra cảnh sát

### Diễn viên phụ
- Kim Do-yoon trong vai Lee Dong-wook, một streamer trực tuyến và là thành viên Hội Mũi tên, một nhóm thanh thiếu niên quá khích
- Kim Shin-rok trong vai Park Jeong-ja, một bà mẹ đơn thân, phải nhận cáo thị
- Ryu Kyung-soo trong vai Yoo Ji, phó tế giáo hội
- Lee Re trong vai Jin Hee-jeong, con gái của Jin Kyeong-hoon
- Kim Mi-soo trong vai Phó tế Young-in
- Im Hyeong-guk trong vai Gong Hyeong-joon, giáo sư xã hội học[16]

## Tập phim
| TT. | Tiêu đề |
| --- | ------- |
| 1 | "Tập 1" |
| Các nhân chứng sợ hãi chứng kiến quái vật siêu nhiên săn đuổi và sát hại một người đàn ông giữa ban ngày. Jeong Jin-soo tuyên bố: Chỉ kẻ tội đồ mới bị đày xuống địa ngục. |         |
| 2 | "Tập 2" |
| Hội Chân lý mới hứa trả công hậu hĩnh cho Park Jeong-ja, một phụ nữ bị kết tội, để đổi lại quyền phát sóng trực tiếp khoảnh khắc số mệnh của cô bị định đoạt.              |         |
| 3 | "Tập 3" |
| Jeong Jin-soo rao giảng về cái thiện cho những khán giả còn đang sững sờ. Thanh tra Jin Kyeong-hoon tìm kiếm cô con gái mất tích. Hội Mũi tên nhắm đến Min Hye-jin.        |         |
| 4 | "Tập 4" |
| Bae Young-jae theo chân đồng nghiệp đến cảng cá và chứng kiến một cảnh tượng kinh hoàng. Thiên thần dự báo xuất hiện ở nơi không ai ngờ tới.                               |         |
| 5 | "Tập 5" |
| Bae Young-jae tuyệt vọng lần theo người đàn ông mà anh cho rằng đang nắm giữ câu trả lời. Hội Chân lý mới nghe phong thanh về một tổ chức bí ẩn theo đuổi đường lối riêng. |         |
| 6 | "Tập 6" |
| Lo lắng bởi thông tin bất lợi, Hội Chân lý mới cuống cuồng bưng bít sự thật trước công chúng hòng bảo vệ quyền lực của mình.                                               |         |

## Sản xuất
Tháng 4 năm 2020, Netflix đã phê duyệt kế hoạch sản xuất một loạt phim gốc dựa trên tác phẩm webtoon Hellbound dài 11 phút, do Yeon Sang-ho viết và vẽ vào năm 2002. Tiếp đó, Yeon cũng ký luôn hợp đồng đạo diễn loạt phim.
Tới cuối tháng 7, Yoo Ah-in, Park Jeong-min, Kim Hyun-joo, Won Jin-ah, Yang Ik-jun, Kim Shin-rok, Ryu Kyung-soo và Lee Re đều được xác nhận sẽ tham gia loạt phim.
Loạt phim quay tại Cube Indoor Studio từ tháng 8 năm 2020 đến tháng 1 năm 2021. Tòa thị chính Chungnam cũ ở Sunhwa-dong, Jung-gu và Làng truyền giáo Đại học Hannam ở Daedeok-gu được chọn làm ngoại cảnh. Ngày 25 tháng 2 năm 2021, đạo diễn và dàn diễn viên của Bản án từ địa ngục cùng nhau giới thiệu loạt phim truyền hình trong một chương trình quảng bá nội dung Netflix.

## Phát hành
Bản án từ địa ngục ra mắt tại Liên hoan phim Quốc tế Toronto năm 2021, khi ba tập đầu được trình chiếu trong phần 'Primetime' vào ngày 9 tháng 9 năm 2021 và trở thành bộ phim truyền hình Hàn Quốc đầu tiên tham du liên hoan. Ba tập đầu loạt phim tiếp tục được trình chiếu tại Liên hoan phim Quốc tế Busan lần thứ 26 trong phần 'On Screen' vào ngày 7 tháng 10 năm 2021 và tại Liên hoan phim BFI London lần thứ 65 trong phần 'Thrill' vào ngày 15 tháng 10 năm 2021. Bản án từ địa ngục chính thức lên sóng trực tuyến trên Netflix vào ngày 19 tháng 11 năm 2021.

## Phản hồi
Trang web tổng hợp đánh giá Rotten Tomatoes cho kết quả mức độ hài lòng là 96%, thông qua 28 bài phê bình với điểm đánh giá trung bình là 7,8/10. Theo trang này, "Được đúc kết bởi trí tưởng tượng ma tà của nhà văn kiêm đạo diễn Yeon Sang-ho, Bản án từ địa ngục đã xây dựng và tận dụng một ý niệm đáng sợ hòng khám phá một cách chu đáo khả năng mắc sai lầm của con người."

### Phản hồi từ khán giả
Bản án từ địa ngục với 67,52 triệu giờ xem, đứng ở vị trí thứ 2 trong 'Danh sách 10 chương trình truyền hình phi Anh ngữ được xem nhiều nhất hàng tuần trên toàn cầu', tính cho tuần đến Chủ Nhật, 28 tháng 11.
Theo thống kê của Netflix, khi phát hành, Bản án từ địa ngục đã thu hút 43,48 triệu lượt xem chỉ trong ba ngày đầu tiên và leo lên vị trí số một trong 'Danh sách tốp 10 chương trình Netflix phi Anh ngữ toàn cầu'. Bản án từ địa ngục lọt 'Danh sách tốp 10 chương trình Netflix' ở 59 quốc gia, và được xem nhiều nhất ở 12 quốc gia. Đây là tốc độ leo hạng nhanh nhất mà một loạt phim Hàn Quốc đạt được trên Netflix.
Bản án từ địa ngục vượt qua một bộ phim truyền hình Hàn Quốc khác cũng do Netflix sản xuất là Trò chơi con mực, trở thành chương trình nổi tiếng nhất trên Netflix trong lần phát hành đầu tiên.

### Phản hồi từ giới phê bình
Trên RogerEbert.com, Nick Allen đánh giá Bản án từ địa ngục tích cực, ca ngợi cách loạt phim kết hợp yếu tố kinh dị có cơ sở với những tranh luận đáng suy ngẫm về tội lỗi của con người. Ông viết: "Bộ ba quái vật cuồng nộ có thể hoàn toàn phi lý, nhưng sự điên rồ bên trong Bản án từ địa ngục thì vô cùng đáng tin." Trên The Age, Kylie Northover cho loạt phim 4/5 sao, đánh giá cao phần cốt truyện, "...câu chuyện dần được phát triển thành sự pha trộn hấp dẫn giữa nghiệp vụ cảnh sát, kinh dị bạo lực và bình luận sắc sảo xoay quanh những ý tưởng về sai lầm của con người, cái chết, tội lỗi, công lý và ảnh hưởng truyền thông." Liên hệ với The Leftovers, Kylie Northover cảm thấy Bản án từ địa ngục thể hiện sự nhạy cảm, "...nhân loại tìm kiếm đích sống khi phải đứng trước thần thánh, và việc khám phá những phản ứng mâu thuẫn trước một thảm họa hàng loạt khiến ta liên tưởng tới tình hình hậu đại dịch."
Ed Power của The Telegraph cho loạt phim 3/5 sao và cho rằng, "Bản án từ địa ngục là sự pha trộn giữa Clive Barker, Mật mã Da Vinci và bộ phim kinh dị Nhật Bản biểu tượng The Ring." Kim Seong-hyeon trong bài đánh giá trên YTN viết, "Màn diễn xuất của các diễn viên giúp đạo diễn nhào nặn địa ngục thực tại một cách suôn sẻ hơn." Kim kết luận, "Mặc dù phần kỹ xảo hơi non tay mang lại chút thất vọng, Bản án từ địa ngục vẫn gây đủ ấn tượng sâu sắc để bù đắp. Khả năng cao Bản án từ địa ngục sẽ là tác phẩm được nhắc đến nhiều nhất trong mùa đông này." Abhishek Srivastava của The Times of India cho loạt phim 4/5 sao, đánh giá cao cốt truyện và diễn xuất, "Lối dẫn chuyện nhiều bất ngờ và những màn diễn xuất tuyệt vời làm nổi bật bộ phim qua sự tương phản giữa các nhân vật".

#### So sánhTrò chơi con mực
Stuart Heritage của The Guardian bình luận về sự so sánh giữa bộ phim với Squid Game đã viết, Bản án từ địa ngục là một bộ phim truyền hình thực sự chỉ gói gọn trong những thể loại kinh dị nhẹ nhàng nhất. Hiện tại, nó có thể bị cuốn theo sự trỗi dậy của Trò chơi con mực, nhưng tôi đảm bảo rằng, đây là hai bộ phim vẫn sẽ được nói đến trong một thập kỷ kể từ bây giờ."